# Mendayun
Mendayun is een bestuurslaag in het regentschap Ogan Komering Ulu van de provincie Zuid-Sumatra, Indonesië. Mendayun telt 4250 inwoners (volkstelling 2010).